# Mișcarea Unitate-Edinstvo
Mișcarea republicană pentru egalitate în drepturi Unitate-Edinstvo, abreviat MUE, a fost o mișcare politică din RSS Moldovenească și apoi din Republica Moldova.

## Istorie
Partidul a fost fondat în 1989, făcând parte din mișcarea pan-sovietică Interfront. Aceasta se opunea reformelor lui Mihail Gorbaciov, susținând tentativa sovietică de lovitură de stat din 1991. Printre fondatori se numără Andrei Safonov, Petru Șornikov și Vladimir Solonari. Mișcarea a încercat să contracareze Frontul Popular din Moldova, deputații Interfrontului refuzând să semneze, în 1991, declarația de independență a Republicii Moldova. Aceștia susțineau în schimb o federație cu Rusia și Găgăuzia. Conform fostului președinte moldovean Mircea Snegur, organizația a fost susținută de secretarul CC al PCM, Vladislav Semionov.
În timpul Războiului din Transnistria, mulți membrii ai mișcării (inclusiv Safonov) i-au susținut pe separatiști. Cei rămași în Moldova au format o alianță în cadrul alegerilor din 1994 cu Partidul Socialist din Moldova, aceasta fiind sprijinită și de comuniști (pe atunci în afara legii). Alianța a câștigat 24 de locuri în parlament, aflându-se pe al doilea loc, după Partidul Agrar din Moldova. 
O grupare condusă de Solonari s-a desprins și a format Partidul Civic din Moldova, candidând pe listele Blocului pentru o Moldovă Democratică și Prosperă.
La alegerile din 1998, MUE a intrat în Alianța Unității Socialiste, alături de Partidul Socialist, Uniunea Comuniștilor din Moldova și de Partidul Popular Vatan, eșuând să câștige un loc. Ulterior, partidul a fost desființat, mulți membrii migrând spre alte grupări socialiste sau comuniste.